# Belgique au Concours Eurovision de la chanson 1983
La Belgique a participé au Concours Eurovision de la chanson 1983 le 30 avril à Munich, en Allemagne de l'Ouest. C'est la 28e participation belge au Concours Eurovision de la chanson.
Le pays est représenté par le groupe Pas de deux et la chanson Rendez-vous, sélectionnés par la Belgische Radio- en Televisieomroep (BRT) au moyen de l'émission Eurosong.

## Sélection

### Eurosong 1983
Le radiodiffuseur belge pour les émissions néerlandophones, la Belgische Radio- en Televisieomroep (BRT, prédécesseur de la VRT), organise la 5e édition de la finale nationale Eurosong pour sélectionner l'artiste et la chanson représentant la Belgique au Concours Eurovision de la chanson 1983.
L'Eurosong 1983, présenté par Luc Appermont, est composé de trois demi-finales et une finale nationale et a lieu du 19 février au 19 mars 1983 au Théâtre américain à Bruxelles. Les chansons y sont toutes interprétées en néerlandais, l'une des trois langues officielles de la Belgique.
Neuf artistes et vingt-sept chansons ont participé à la sélection.
Lors de la finale nationale, c'est la chanson Rendez-vous, interprétée par le groupe Pas de deux, accompagné du chef d'orchestre Freddy Sunder.

#### Demi-finales
Les demi-finales ont eu lieu du 19 février au 5 mars 1983. La première demi-finale était réservée aux chanteuses, la deuxième aux chanteurs et la troisième aux groupes. 
Un jury professionnel composé de 12 membres choisissent dans chaque demi-finale parmi les trois chansons de chaque artiste ou groupe celle qui se qualifie pour la finale.
| Ordre | Artiste       | Chanson                    | Traduction             | Qualifié |
| ----- | ------------- | -------------------------- | ---------------------- | -------- |
| 1     | Yvette Ravel  | Als je droomt van liefde   | Quand tu rêves d'amour | Oui      |
| 2     | Yvette Ravel  | Herinneringen              | Mémoires               | Non      |
| 3     | Yvette Ravel  | Niemand weet               | Personne ne sait       | Non      |
| 4     | Marina Marcia | Love, Liebe                | Amour, amour           | Non      |
| 5     | Marina Marcia | Goodbye to Love            | Au revoir à l'amour    | Non      |
| 6     | Marina Marcia | Tic-tac                    | –                      | Oui      |
| 7     | Sofie (nl)    | Zondagochtend              | Dimanche matin         | Non      |
| 8     | Sofie (nl)    | Nummer één                 | Numéro un              | Oui      |
| 9     | Sofie (nl)    | Ik wil enkel van je houden | Je veux juste t'aimer  | Non      |

| Ordre | Artiste            | Chanson                                   | Traduction                            | Qualifié |
| ----- | ------------------ | ----------------------------------------- | ------------------------------------- | -------- |
| 1     | Gene Summer        | Verliefd op twee                          | Amoureux de deux                      | Non      |
| 2     | Gene Summer        | Vlaanderen                                | La Flandre                            | Non      |
| 3     | Gene Summer        | Zonder wikken en wegen                    | Sans penser plus loin                 | Oui      |
| 4     | Bart Kaëll         | Stop                                      | –                                     | Non      |
| 5     | Bart Kaëll         | Symfonie                                  | Symphonie                             | Oui      |
| 6     | Bart Kaëll         | Primaballerina                            | –                                     | Non      |
| 7     | Wim De Craene (nl) | Gisteren                                  | Hier                                  | Non      |
| 8     | Wim De Craene (nl) | Kristien                                  | –                                     | Oui      |
| 9     | Wim De Craene (nl) | Het exuberante leven van Leentje De Vries | La vie exubérante de Leentje De Vries | Non      |

| Ordre | Groupe      | Chanson                       | Traduction            | Qualifié |
| ----- | ----------- | ----------------------------- | --------------------- | -------- |
| 1     | Venus       | Addio addio                   | Adieu adieu           | Non      |
| 2     | Venus       | Bye Bye Scoubidou             | Au revoir scoubidou   | Oui      |
| 3     | Venus       | Boemerang                     | Boomerang             | Non      |
| 4     | Espresso    | Rij je mee?                   | Conduis-tu avec moi ? | Non      |
| 5     | Espresso    | Het regent                    | Il pleut              | Non      |
| 6     | Espresso    | Love                          | Amour                 | Oui      |
| 7     | Pas de deux | Hartedief, Cardio-cleptomanie | Chéri, –              | Non      |
| 8     | Pas de deux | Rendez-vous                   | –                     | Oui      |
| 9     | Pas de deux | Celo                          | Violoncelle           | Non      |

#### Finale
La finale nationale a eu lieu le 19 mars 1983 avec les neuf chansons qualifiées. Le vote se fait par un jury d'« experts ». 
La chanson remportant la finale, Rendez-vous de Pas de deux, était considérée comme « expérimentale » en raison de sa quasi-absence de paroles comportant seulement deux phrases. Le public au Théâtre américain, mécontent de ce choix manifeste à l'annonce des résultats et finit par quitter la salle. Pas de deux a repris la chanson gagnante lors de la finale nationale devant une salle quasiment vide.
| Ordre | Artiste            | Chanson                  | Traduction             | Points | Place |
| ----- | ------------------ | ------------------------ | ---------------------- | ------ | ----- |
| 1     | Venus              | Bye Bye Scoubidou        | Au revoir scoubidou    | 1      | 7     |
| 2     | Gene Summer        | Zonder wikken en wegen   | Sans penser plus loin  | 2      | 6     |
| 3     | Yvette Ravel       | Als je droomt van liefde | Quand tu rêves d'amour | 6      | 5     |
| 4     | Espresso           | Love                     | Amour                  | 1      | 7     |
| 5     | Marina Marcia      | Tic-tac                  | –                      | 1      | 7     |
| 6     | Bart Kaëll         | Symfonie                 | Symphonie              | 32     | 4     |
| 7     | Pas de deux        | Rendez-vous              | –                      | 67     | 1     |
| 8     | Sofie (nl)         | Nummer één               | Numéro un              | 40     | 2     |
| 9     | Wim De Craene (nl) | Kristien                 | –                      | 34     | 3     |

## À l'Eurovision

### Points attribués par la Belgique
| 12 points | Yougoslavie |
| 10 points | Israël      |
| 8 points  | Luxembourg  |
| 7 points  | Norvège     |
| 6 points  | Allemagne   |
| 5 points  | Suède       |
| 4 points  | Chypre      |
| 3 points  | Autriche    |
| 2 points  | Pays-Bas    |
| 1 point   | Suisse      |

### Points attribués à la Belgique
| 12 points | 10 points     | 8 points  | 7 points | 6 points   |
| --------- | ------------- | --------- | -------- | ---------- |
|           |               | - Espagne |          |            |
| 5 points  | 4 points      | 3 points  | 2 points | 1 point    |
|           | - Royaume-Uni |           |          | - Portugal |

Pas de deux interprète Rendez-vous en 19e position lors de la soirée du concours, suivant l'Autriche et précédant le Luxembourg.
Au terme du vote final, la Belgique termine 18e sur les 20 pays participants, ayant reçu 13 points au total,.